# Дискография (медицина)
Дискография (анат. discus intervertebralis межпозвоночный диск + др.-греч. γράφω — пишу, изображаю; син. нуклеография) — рентгенологическое исследование межпозвоночного диска, при котором контрастное вещество вводят в студенистое ядро посредством его пункции.
Дискография предназначена для выявления повреждений межпозвоночного диска и обычно проводится перед операцией. Болевые ощущения у пациента требуют применения местной анестезии и успокоительного и одновременно являются признаком поражения межпозвоночноного диска. Продолжительность исследования составляет около получаса.